# (464154) 2014 YN25
(464154) 2014 YN25 es un asteroide perteneciente al cinturón de asteroides, descubierto el 24 de septiembre de 2005 por el equipo Spacewatch desde el Observatorio Nacional de Kitt Peak (Arizona, Estados Unidos).